# Канада на Зимским олимпијским играма 1948.
Канада је учествовала на петим по реду Зимским олимпијским играма одржаним 1948. године у Санкт Морицу, Швајцарска. То су биле пете Зимске олимпијске игре на којима су учествовали канадски спортисти. Канада је учествовала у 16 спортских дисциплина од укупно 7 спортова у којима су учествовали: „Алпско скијање, хокеј на леду, уметничко клизање, крос контри, нордијска комбинација, скијашки скокови и брзинско клизање. Освојене су три медаље, две златне у хокеју на леду и уметничком клизању појединачно жене. Трећа медаља, бронзана, је освојена такође у уметничком клизању али у конкуренцији парова.
По први пут у историји Олимпијских игара, један спортиста из Северне Америке је освојио златну медаљу, то је успело, тада деветаестогодишњој, Барбари Ен Скот из Отаве. Она је претходне године такође постала и светска првакиња. Барбара Скот је ову своју златну медаљу освојила веома убедљиво, сакупљајући поене у оба наступа, обевезни састав и слободно.
Отава РЦАФ флајерси су представљали Канаду на хокејашком турниру. РЦАФ је скраћеница за Ројал Кенедиен еар форс (Royal Canadian Air Force). Екипа је имала играче из неколико тимова а у селекторском тиму су били Џорџ Бучер, бивши играч Отава сенаторса, и његов син Френк Бучер, који је био активни водник у канадским ваздушним снагама.
Екипа је отпутовала раније у Европу, где је играла егзибиционе утакмице. Од укупно 42 одигране утакмице победили су 31, изгубили пет и одиграли шест нерешених мечева. На олимпијском турниру Канада је потврдила своју репутацију и редом победила Италију (21:1), Пољску (15:0), Аустрију (12:0), Сједињене Државе (12:3), Велику Британију (3:0) и Шведску (3:1) и одиграла је нерешено 0:0 са репрезентацијом Чехословачке. Да би освојили злато Канади је у последњој утакмици против Швајцарске била потребна победа од два гола разлике. Канада је победила са 3:0. По тадашњим правилима екипа која је имала већи просек односа примљених и постигнутих голова је био у бољој позицији. Тако да су репрезентације Канаде и Чехословачке имале по седам победа и једну нерешену утакмицу али је Канада имала бољи просек, Канада 69:5 (13,8) а Чехословачка 80:28 (4,3) и тиме је Канади додељено злато Чехословачкој сребро а Швајцарској бронза.

### Освојене медаље на ЗОИ
| Освојене медаље канадских спортиста на ЗОИ 1948. |                                       |       |        |        |        |
| Спортиста                                        | Спорт                                 | Злато | Сребро | Бронза | Укупно |
| Хокеј на леду                                    | Хокеј на леду, мушки                  | 1     | 0      | 0      | 1      |
| Барбара Ен Скот                                  | Уметничко клизање — појединачно, жене | 1     | 0      | 0      | 1      |
| Уметничко клизање                                | Уметничко клизање — парови            | 0     | 0      | 1      | 1      |
| Укупно                                           | 2                                     | 2     | 0      | 1      | 3      |

### Алпско скијање
Мушки
| Скијаш           | Дисциплина | Спуст  | Спуст    | Слалом | Слалом   | Слалом | Укупно   | Укупно |
| Скијаш           | Дисциплина | Време  | Позиција | Време  | Позиција | Време  | Позиција |        |
| ---------------- | ---------- | ------ | -------- | ------ | -------- | ------ | -------- | ------ |
| Бил Ервин        | Спуст      |        |          |        |          | 3:41.3 | 60       |        |
| Берт Ервин       | Спуст      |        |          |        |          | 3:39.1 | 56       |        |
| Хектор Сатерленд | Спуст      |        |          |        |          | 3:14.1 | 28       |        |
| Харви Клифорд    | Спуст      |        |          |        |          | 3:14.1 | 28       |        |
| Бил Ервин        | Слалом     | 1:40.4 | 51       | 1:21.2 | 45       | 3:01.6 | 50       |        |
| Берт Ервин       | Слалом     | 1:29.4 | 39       | 1:16.6 | 35       | 2:46.0 | 37       |        |
| Хектор Сатерленд | Слалом     | 1:19.2 | 27       | 1:12.0 | 28       | 2:31.2 | 28       |        |
| Харви Клифорд    | Слалом     | 1:13.5 | 19       | 1:10.2 | 24       | 2:23.7 | 19       |        |

Мушки збирно
Дисциплина спуста се одржавала заједно са главним такмичењем у спусту и резултати из тог такмичења су се 5рачунали у обе дисциплине, док се слалом одржавао одвојено тако да се резултат у слалому рачунао само у алпској комбинацији. 
| Скијаш           | Слалом         | Слалом  | Слалом   | Укупно (спуст + слалом) | Укупно (спуст + слалом) |
| Скијаш           | Време 1        | Време 2 | Позиција | Укупно поена            | Пласман                 |
| ---------------- | -------------- | ------- | -------- | ----------------------- | ----------------------- |
| Берт Ервин       | 2:02.5 (+0:05) | 1:18.9  | 61       | 53.51                   | 49                      |
| Бил Ервин        | 1:32.9         | 1:12.7  | 33       | 39.25                   | 36                      |
| Харви Клифорд    | 1:26.8         | 1:10.2  | 23       | 20.34                   | 21                      |
| Хектор Сатерленд | 1:22.8         | 1:17.3  | 25       | 21.72                   | 23                      |

Жене
| Скијаш     | Дисциплина | Спуст | Спуст    | Слалом | Слалом   | Слалом | Укупно   | Укупно |
| Скијаш     | Дисциплина | Време | Позиција | Време  | Позиција | Време  | Позиција |        |
| ---------- | ---------- | ----- | -------- | ------ | -------- | ------ | -------- | ------ |
| Рона Вуртл | Спуст      |       |          |        |          | 3:26.1 | 37       |        |

## Скијашко трчање
Мушки
| Дисциплина | Скијаш    | Трка              | Трка     |
| Дисциплина | Скијаш    | Време             | Позиција |
| ---------- | --------- | ----------------- | -------- |
| 18 km      | Бил Ервин | 1'44:43           | 81       |
| 18 km      | Том Дени  | 1'35:41           | 73       |
| 50 km      | Том Дени  | Није завршио трку | –        |

## Уметничко клизање
Мушки
| Клизач            | ЦФ | ФС | Позиција | Поена | Пласман |
| ----------------- | -- | -- | -------- | ----- | ------- |
| Валас Дистелмејер | 13 | 9  | 156,322  | 110   | 12.     |

Жене
| Клизач           | ЦФ | ФС | Позиција | Поена | Пласман |
| ---------------- | -- | -- | -------- | ----- | ------- |
| Сузан Моров      | 9  | 15 | 143,655  | 117   | 14.     |
| Мерилин Рут Тејк | 12 | 13 | 143,722  | 110,5 | 12.     |
| Барбара Ен Скот  | 1  | 1  | 163,077  | 11    | 1.      |

Парови
| Клизачи                       | Поена  | Скор | Пласман |
| ----------------------------- | ------ | ---- | ------- |
| Сузан Моров Валас Дистелмејер | 11.000 | 31   | 3.      |

## Хокеј на леду
На турниру је учествовало девет репрезентација и играло се по принципу свако са сваким:
|                    | Ут | По | Из | Не | ГД | ГП  | Бодова |
| ------------------ | -- | -- | -- | -- | -- | --- | ------ |
| Канада             | 8  | 7  | 0  | 1  | 69 | 5   | 15     |
| Чехословачка       | 8  | 7  | 0  | 1  | 80 | 18  | 15     |
| Швајцарска         | 8  | 6  | 2  | 0  | 67 | 21  | 12     |
| Шведска            | 8  | 4  | 4  | 0  | 55 | 28  | 8      |
| Велика Британија   | 8  | 3  | 5  | 0  | 39 | 47  | 6      |
| Пољска             | 8  | 2  | 6  | 0  | 29 | 97  | 4      |
| Аустрија           | 8  | 1  | 7  | 0  | 33 | 77  | 2      |
| Италија            | 8  | 0  | 8  | 0  | 24 | 156 | 0      |
| Сједињене Државе * | 8  | 5  | 3  | 0  | 86 | 33  | 10     |

* резултати репрезентације Сједињених Држава се нису рачунали, због проблема у њиховом савезу и појављивања две америчке репрезентације на турниру. Главни проблем је био питање аматеризма. Само је осам тимова ушло у конкуренцију за медаље..
- Канада 3-1  Шведска
- Канада 3-0  Велика Британија
- Канада 15-0  Пољска
- Канада 21-1  Италија
- Канада 12-3  Сједињене Државе
- Канада 0-0  Чехословачка
- Канада 12-0  Аустрија
- Канада 3-0  Швајцарска

### Голгетер првенства
| Држава и играч | Ут | Гол | Асист | Поена |
| -------------- | -- | --- | ----- | ----- |
| Валтер Халдер  | 8  | 21  | 8     | 29    |

## Нордијска комбинација
Дисциплине:
- 18  скијашко трчање
- скијашки скокови

Скијашко трчање на 18  и скијашки скокови су били спојени у једну дисциплину, Нордијску комбинацију. Неки скијаши су се пријавили у скијашком трчању појединачно и Нордијској комбинацији, надајући да ће освојити више медаља, међутим број такмичара из једне државе је био ограничен тако да се многи нису могли пријавити. Резултати скијашких скокова су се рачунали само у дисциплини Нордијске комбинације док се скијање рачунало у обе дисциплине.
| Такмичар  | Дисциплина  | Скијашко трчање | Скијашко трчање | Скијашко трчање | Скијашки скокови | Скијашки скокови | Скијашки скокови | Скијашки скокови | Резултат | Резултат |
| Такмичар  | Дисциплина  | Време           | Поена           | Позиција        | Дистанца 1       | Дистанца 2       | Укупно поена     | Позиција         | Поена    | Позиција |
| --------- | ----------- | --------------- | --------------- | --------------- | ---------------- | ---------------- | ---------------- | ---------------- | -------- | -------- |
| Бил Ервин | Појединачно | 99.00           | 39              | 51.0            | 51.0             | 51.5             | 181.0            | 30               | 280.00   | 37       |

## Скијашки скокови
| Скакач       | Дисциплина          | Скок 1     | Скок 2     | Укупно поена | Пласман |
| ------------ | ------------------- | ---------- | ---------- | ------------ | ------- |
| Бил Ервин    | Нормална скакаоница | 56.0       | 54.0       | 175.1        | 39      |
| Лорен Берние | Нормална скакаоница | 58.0       | 54.5 (пао) | 129.3        | 46      |
| Том Мобратен | Нормална скакаоница | 59.0 (пао) | 58.0       | 135.9        | 44      |

## Брзо клизање
Мушки
| Дисциплина | Клизач      | Трка              | Трка    |
| Дисциплина | Клизач      | Време             | Пласман |
| ---------- | ----------- | ----------------- | ------- |
| 500        | Крег Меккеј | Није завршио трку | –       |
| 500        | Аб Харди    | 45.5              | 19      |
| 500        | Гордон Одли | 45.3              | 17      |
| 500        | Френк Стак  | 43.6              | 6       |
| 1.500      | Гордон Одли | 2:30.0            | 32      |
| 1.500      | Аб Харди    | 2:28.5            | 29      |
| 1.500      | Френк Стак  | 2:25.7            | 27      |
| 5.000      | Крег Меккеј | 8:47.2            | 14      |
| 10.000     | Крег Меккеј | 20:15.5           | 13      |